# Dupontia fisheri
Dupontia fisheri là một loài thực vật có hoa trong họ Hòa thảo. Loài này được R.Br. mô tả khoa học đầu tiên năm 1823.